# Coloradowoestijn

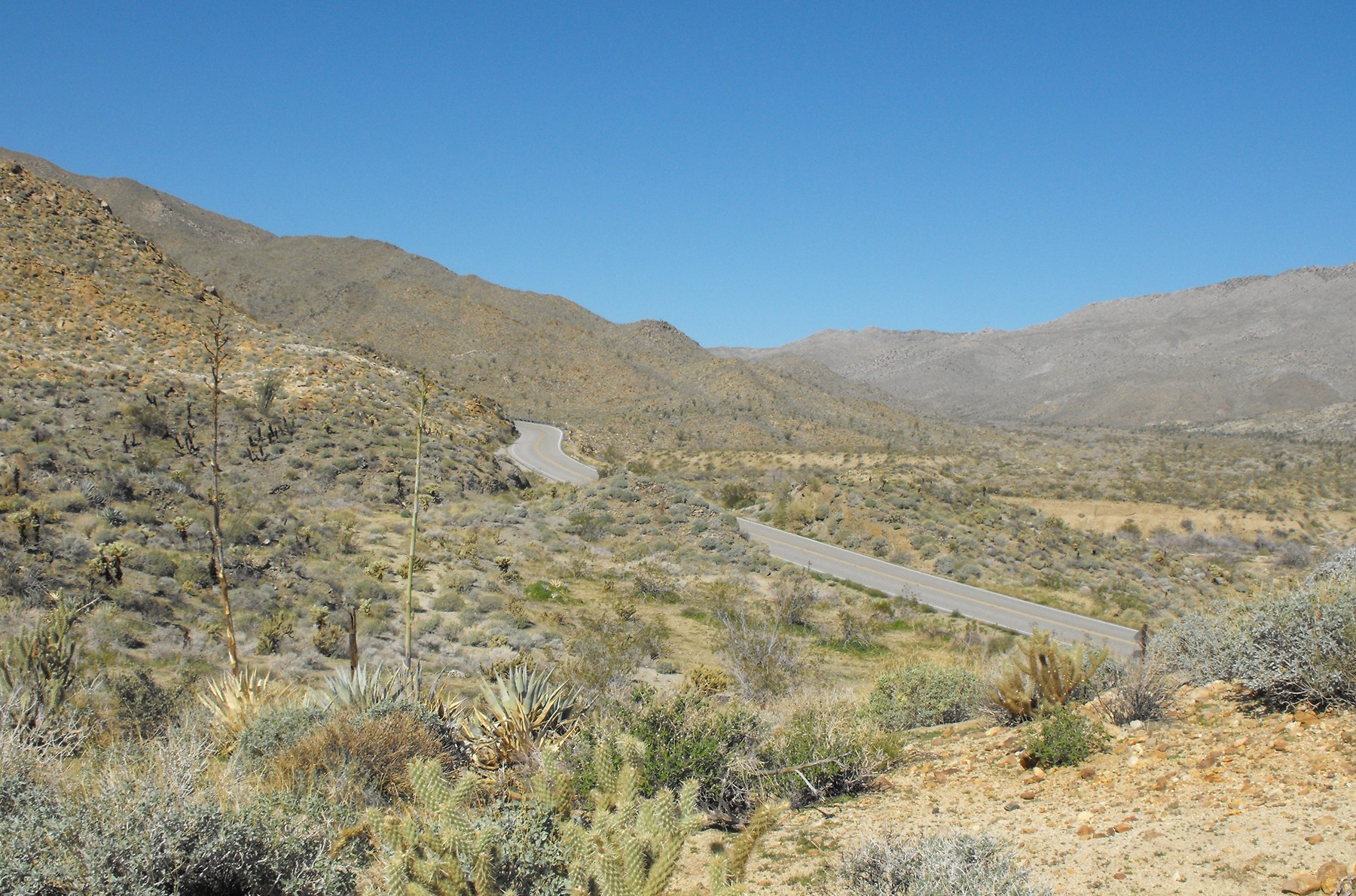
Landschap van de Coloradowoestijn langs California Highway 78, in het Anza-Borrego Desert State Park.

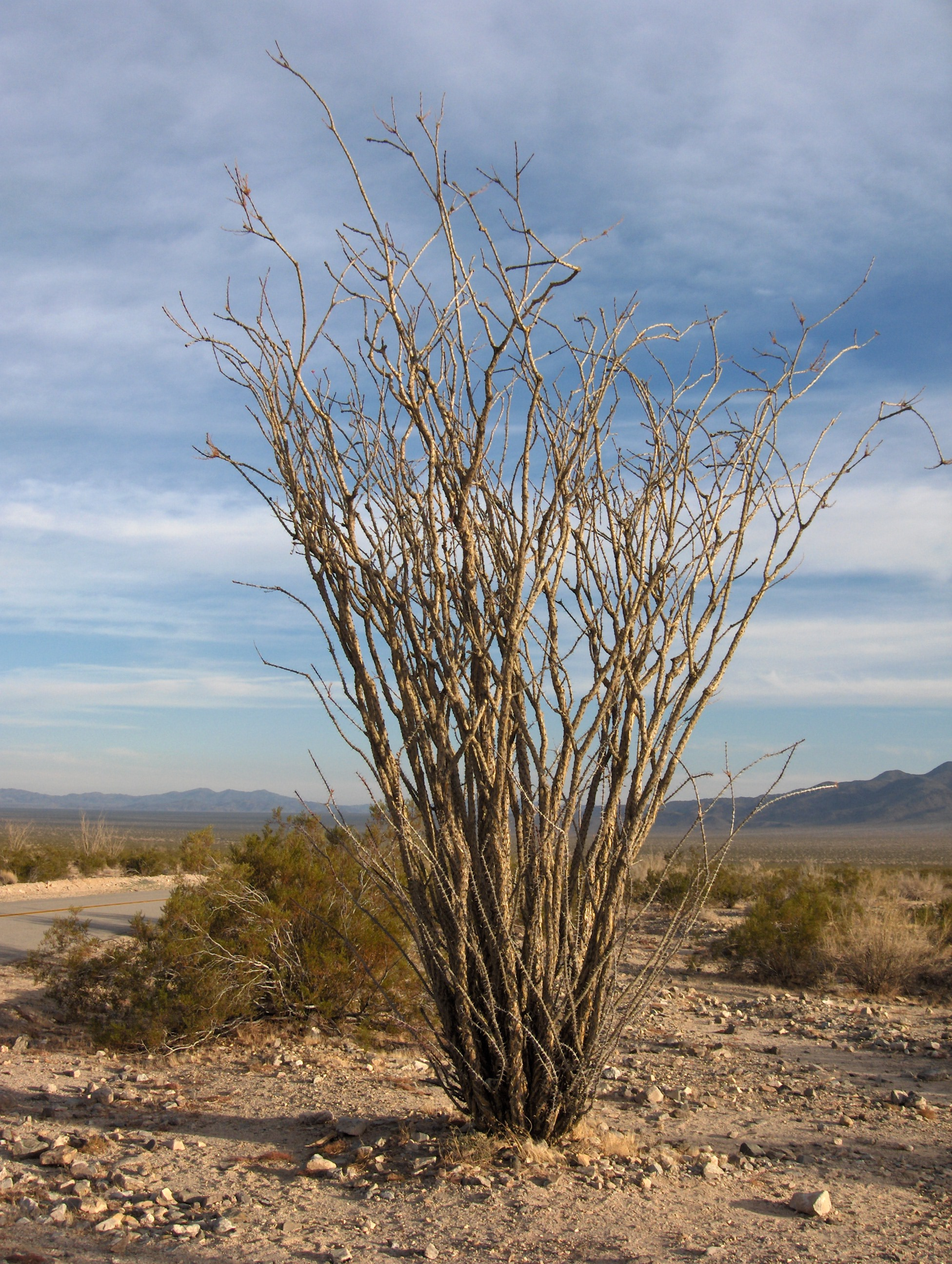
Ocotillo

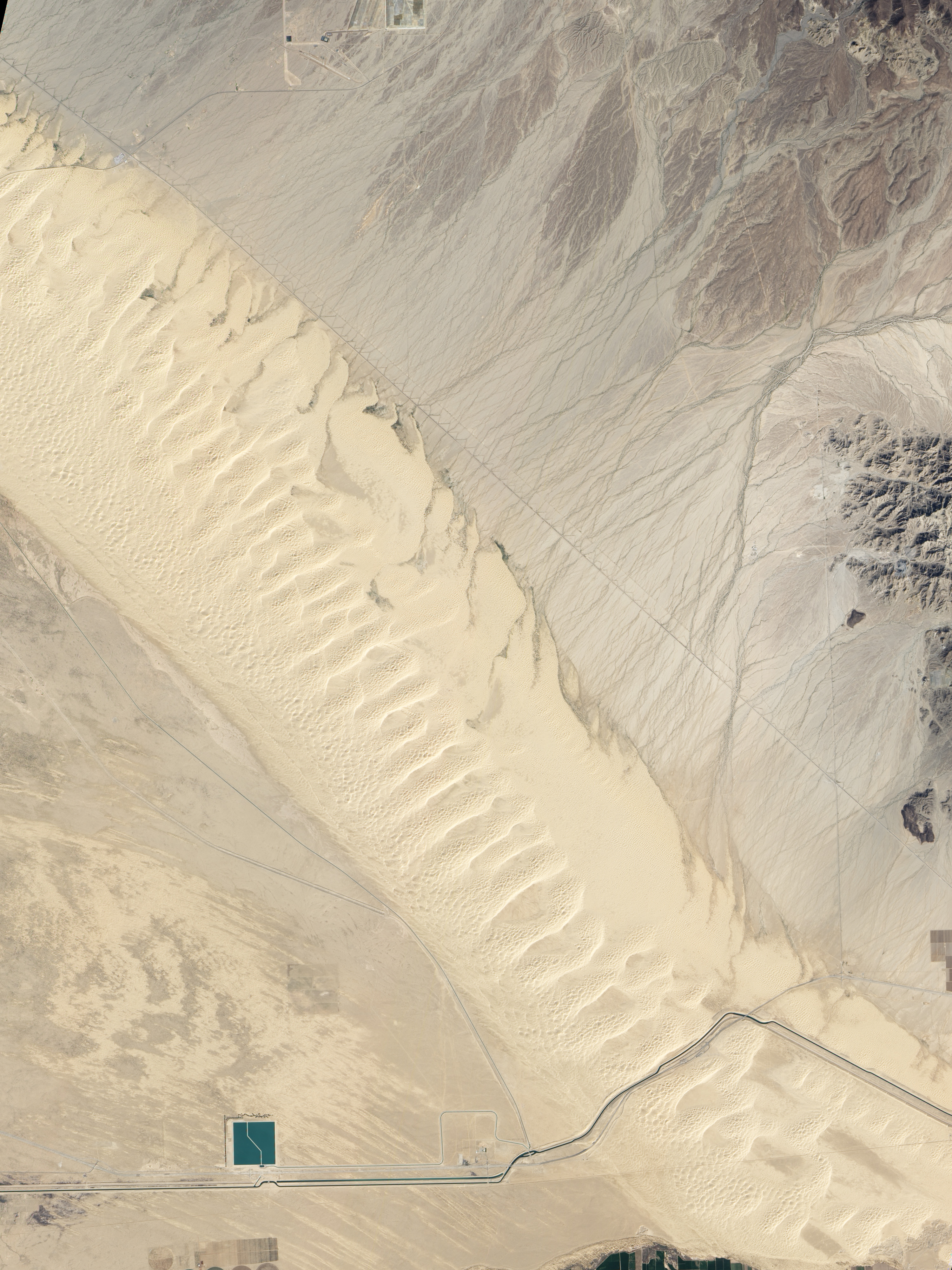
De Algodones duinen

De Coloradowoestijn (Engels: Colorado Desert) is een woestijn in het zuidoosten van de Amerikaanse staat Californië. De Coloradowoestijn is onderdeel van de Sonorawoestijn, die zich verder naar het zuiden in de Mexicaanse staat Sonora en verder naar het oosten in Arizona uitstrekt.

## Geografie en geologie
De Coloradowoestijn wordt begrensd door de Mexicaanse grens in het zuiden, de rivier de Colorado (die de grens tussen Californië en Arizona vormt) in het oosten, het plateau van de Mojavewoestijn in het noorden en de Laguna Mountains (onderdeel van de Peninsular Ranges) in het westen.
Het grootste deel van dit gebied heeft een geringe hoogte (nergens hoger dan 400 m), waardoor de woestijn aanzienlijk warmer is dan de naburige hoge delen van de Mojavewoestijn (hoger dan 700 meter). Geologisch gezien ligt het in een slenk die zich op de verbinding tussen de San Andreas Fault en de East Pacific Rise bevindt. Daarom vindt er geleidelijke tektonische daling van het aardoppervlak plaats. Het laagste punt ligt bij de Salton Sea: 69 meter onder zeeniveau.

## Ecologie
De Coloradowoestijn heeft een unieke ecologie. De vegetatie bestaat uit creootstruiken (Larrea tridentata) en ander struikgewas, zoals yucca's, ocotillo (Fouquieria splendens), melde en cactussen. Op andere plekken komen zandduinen voor zoals de Algodonesduinen.

## Menselijk gebruik
Delen van de woestijn, zoals Coachella Valley en Imperial Valley, zijn in gebruik voor de landbouw en worden geïrrigeerd met water uit de Colorado. In 1905 ontstond in het midden van de Coloradowoestijn "per ongeluk" de Salton Sea door ondeskundige aanleg van irrigatiekanalen.

## Parken
In de Coloradowoestijn zijn volgende parken en wilderness gebieden te vinden:
- Anza-Borrego Desert State Park
- Joshua Tree National Park (enkel het oostelijke, lagere deel van het park)
- North Algodones Dunes Wilderness Area
- Salton Sea State Recreation Area